# Problème indien
|   | a | b | c | d | e | f | g | h |   |
| 8 | Pion noir sur case noire b6 · Fou blanc sur case noire h6 · Pion noir sur case blanche b5 · Pion noir sur case noire e5 · Roi noir sur case blanche e4 · Pion blanc sur case blanche g4 · Pion blanc sur case blanche b3 · Cavalier noir sur case blanche f3 · Pion blanc sur case blanche a2 · Pion blanc sur case noire f2 · Fou blanc sur case blanche g2 · Roi blanc sur case noire a1 · Tour blanche sur case blanche d1 | Pion noir sur case noire b6 · Fou blanc sur case noire h6 · Pion noir sur case blanche b5 · Pion noir sur case noire e5 · Roi noir sur case blanche e4 · Pion blanc sur case blanche g4 · Pion blanc sur case blanche b3 · Cavalier noir sur case blanche f3 · Pion blanc sur case blanche a2 · Pion blanc sur case noire f2 · Fou blanc sur case blanche g2 · Roi blanc sur case noire a1 · Tour blanche sur case blanche d1 | Pion noir sur case noire b6 · Fou blanc sur case noire h6 · Pion noir sur case blanche b5 · Pion noir sur case noire e5 · Roi noir sur case blanche e4 · Pion blanc sur case blanche g4 · Pion blanc sur case blanche b3 · Cavalier noir sur case blanche f3 · Pion blanc sur case blanche a2 · Pion blanc sur case noire f2 · Fou blanc sur case blanche g2 · Roi blanc sur case noire a1 · Tour blanche sur case blanche d1 | Pion noir sur case noire b6 · Fou blanc sur case noire h6 · Pion noir sur case blanche b5 · Pion noir sur case noire e5 · Roi noir sur case blanche e4 · Pion blanc sur case blanche g4 · Pion blanc sur case blanche b3 · Cavalier noir sur case blanche f3 · Pion blanc sur case blanche a2 · Pion blanc sur case noire f2 · Fou blanc sur case blanche g2 · Roi blanc sur case noire a1 · Tour blanche sur case blanche d1 | Pion noir sur case noire b6 · Fou blanc sur case noire h6 · Pion noir sur case blanche b5 · Pion noir sur case noire e5 · Roi noir sur case blanche e4 · Pion blanc sur case blanche g4 · Pion blanc sur case blanche b3 · Cavalier noir sur case blanche f3 · Pion blanc sur case blanche a2 · Pion blanc sur case noire f2 · Fou blanc sur case blanche g2 · Roi blanc sur case noire a1 · Tour blanche sur case blanche d1 | Pion noir sur case noire b6 · Fou blanc sur case noire h6 · Pion noir sur case blanche b5 · Pion noir sur case noire e5 · Roi noir sur case blanche e4 · Pion blanc sur case blanche g4 · Pion blanc sur case blanche b3 · Cavalier noir sur case blanche f3 · Pion blanc sur case blanche a2 · Pion blanc sur case noire f2 · Fou blanc sur case blanche g2 · Roi blanc sur case noire a1 · Tour blanche sur case blanche d1 | Pion noir sur case noire b6 · Fou blanc sur case noire h6 · Pion noir sur case blanche b5 · Pion noir sur case noire e5 · Roi noir sur case blanche e4 · Pion blanc sur case blanche g4 · Pion blanc sur case blanche b3 · Cavalier noir sur case blanche f3 · Pion blanc sur case blanche a2 · Pion blanc sur case noire f2 · Fou blanc sur case blanche g2 · Roi blanc sur case noire a1 · Tour blanche sur case blanche d1 | Pion noir sur case noire b6 · Fou blanc sur case noire h6 · Pion noir sur case blanche b5 · Pion noir sur case noire e5 · Roi noir sur case blanche e4 · Pion blanc sur case blanche g4 · Pion blanc sur case blanche b3 · Cavalier noir sur case blanche f3 · Pion blanc sur case blanche a2 · Pion blanc sur case noire f2 · Fou blanc sur case blanche g2 · Roi blanc sur case noire a1 · Tour blanche sur case blanche d1 | 8 |
| 7 | Pion noir sur case noire b6 · Fou blanc sur case noire h6 · Pion noir sur case blanche b5 · Pion noir sur case noire e5 · Roi noir sur case blanche e4 · Pion blanc sur case blanche g4 · Pion blanc sur case blanche b3 · Cavalier noir sur case blanche f3 · Pion blanc sur case blanche a2 · Pion blanc sur case noire f2 · Fou blanc sur case blanche g2 · Roi blanc sur case noire a1 · Tour blanche sur case blanche d1 | Pion noir sur case noire b6 · Fou blanc sur case noire h6 · Pion noir sur case blanche b5 · Pion noir sur case noire e5 · Roi noir sur case blanche e4 · Pion blanc sur case blanche g4 · Pion blanc sur case blanche b3 · Cavalier noir sur case blanche f3 · Pion blanc sur case blanche a2 · Pion blanc sur case noire f2 · Fou blanc sur case blanche g2 · Roi blanc sur case noire a1 · Tour blanche sur case blanche d1 | Pion noir sur case noire b6 · Fou blanc sur case noire h6 · Pion noir sur case blanche b5 · Pion noir sur case noire e5 · Roi noir sur case blanche e4 · Pion blanc sur case blanche g4 · Pion blanc sur case blanche b3 · Cavalier noir sur case blanche f3 · Pion blanc sur case blanche a2 · Pion blanc sur case noire f2 · Fou blanc sur case blanche g2 · Roi blanc sur case noire a1 · Tour blanche sur case blanche d1 | Pion noir sur case noire b6 · Fou blanc sur case noire h6 · Pion noir sur case blanche b5 · Pion noir sur case noire e5 · Roi noir sur case blanche e4 · Pion blanc sur case blanche g4 · Pion blanc sur case blanche b3 · Cavalier noir sur case blanche f3 · Pion blanc sur case blanche a2 · Pion blanc sur case noire f2 · Fou blanc sur case blanche g2 · Roi blanc sur case noire a1 · Tour blanche sur case blanche d1 | Pion noir sur case noire b6 · Fou blanc sur case noire h6 · Pion noir sur case blanche b5 · Pion noir sur case noire e5 · Roi noir sur case blanche e4 · Pion blanc sur case blanche g4 · Pion blanc sur case blanche b3 · Cavalier noir sur case blanche f3 · Pion blanc sur case blanche a2 · Pion blanc sur case noire f2 · Fou blanc sur case blanche g2 · Roi blanc sur case noire a1 · Tour blanche sur case blanche d1 | Pion noir sur case noire b6 · Fou blanc sur case noire h6 · Pion noir sur case blanche b5 · Pion noir sur case noire e5 · Roi noir sur case blanche e4 · Pion blanc sur case blanche g4 · Pion blanc sur case blanche b3 · Cavalier noir sur case blanche f3 · Pion blanc sur case blanche a2 · Pion blanc sur case noire f2 · Fou blanc sur case blanche g2 · Roi blanc sur case noire a1 · Tour blanche sur case blanche d1 | Pion noir sur case noire b6 · Fou blanc sur case noire h6 · Pion noir sur case blanche b5 · Pion noir sur case noire e5 · Roi noir sur case blanche e4 · Pion blanc sur case blanche g4 · Pion blanc sur case blanche b3 · Cavalier noir sur case blanche f3 · Pion blanc sur case blanche a2 · Pion blanc sur case noire f2 · Fou blanc sur case blanche g2 · Roi blanc sur case noire a1 · Tour blanche sur case blanche d1 | Pion noir sur case noire b6 · Fou blanc sur case noire h6 · Pion noir sur case blanche b5 · Pion noir sur case noire e5 · Roi noir sur case blanche e4 · Pion blanc sur case blanche g4 · Pion blanc sur case blanche b3 · Cavalier noir sur case blanche f3 · Pion blanc sur case blanche a2 · Pion blanc sur case noire f2 · Fou blanc sur case blanche g2 · Roi blanc sur case noire a1 · Tour blanche sur case blanche d1 | 7 |
| 6 | Pion noir sur case noire b6 · Fou blanc sur case noire h6 · Pion noir sur case blanche b5 · Pion noir sur case noire e5 · Roi noir sur case blanche e4 · Pion blanc sur case blanche g4 · Pion blanc sur case blanche b3 · Cavalier noir sur case blanche f3 · Pion blanc sur case blanche a2 · Pion blanc sur case noire f2 · Fou blanc sur case blanche g2 · Roi blanc sur case noire a1 · Tour blanche sur case blanche d1 | Pion noir sur case noire b6 · Fou blanc sur case noire h6 · Pion noir sur case blanche b5 · Pion noir sur case noire e5 · Roi noir sur case blanche e4 · Pion blanc sur case blanche g4 · Pion blanc sur case blanche b3 · Cavalier noir sur case blanche f3 · Pion blanc sur case blanche a2 · Pion blanc sur case noire f2 · Fou blanc sur case blanche g2 · Roi blanc sur case noire a1 · Tour blanche sur case blanche d1 | Pion noir sur case noire b6 · Fou blanc sur case noire h6 · Pion noir sur case blanche b5 · Pion noir sur case noire e5 · Roi noir sur case blanche e4 · Pion blanc sur case blanche g4 · Pion blanc sur case blanche b3 · Cavalier noir sur case blanche f3 · Pion blanc sur case blanche a2 · Pion blanc sur case noire f2 · Fou blanc sur case blanche g2 · Roi blanc sur case noire a1 · Tour blanche sur case blanche d1 | Pion noir sur case noire b6 · Fou blanc sur case noire h6 · Pion noir sur case blanche b5 · Pion noir sur case noire e5 · Roi noir sur case blanche e4 · Pion blanc sur case blanche g4 · Pion blanc sur case blanche b3 · Cavalier noir sur case blanche f3 · Pion blanc sur case blanche a2 · Pion blanc sur case noire f2 · Fou blanc sur case blanche g2 · Roi blanc sur case noire a1 · Tour blanche sur case blanche d1 | Pion noir sur case noire b6 · Fou blanc sur case noire h6 · Pion noir sur case blanche b5 · Pion noir sur case noire e5 · Roi noir sur case blanche e4 · Pion blanc sur case blanche g4 · Pion blanc sur case blanche b3 · Cavalier noir sur case blanche f3 · Pion blanc sur case blanche a2 · Pion blanc sur case noire f2 · Fou blanc sur case blanche g2 · Roi blanc sur case noire a1 · Tour blanche sur case blanche d1 | Pion noir sur case noire b6 · Fou blanc sur case noire h6 · Pion noir sur case blanche b5 · Pion noir sur case noire e5 · Roi noir sur case blanche e4 · Pion blanc sur case blanche g4 · Pion blanc sur case blanche b3 · Cavalier noir sur case blanche f3 · Pion blanc sur case blanche a2 · Pion blanc sur case noire f2 · Fou blanc sur case blanche g2 · Roi blanc sur case noire a1 · Tour blanche sur case blanche d1 | Pion noir sur case noire b6 · Fou blanc sur case noire h6 · Pion noir sur case blanche b5 · Pion noir sur case noire e5 · Roi noir sur case blanche e4 · Pion blanc sur case blanche g4 · Pion blanc sur case blanche b3 · Cavalier noir sur case blanche f3 · Pion blanc sur case blanche a2 · Pion blanc sur case noire f2 · Fou blanc sur case blanche g2 · Roi blanc sur case noire a1 · Tour blanche sur case blanche d1 | Pion noir sur case noire b6 · Fou blanc sur case noire h6 · Pion noir sur case blanche b5 · Pion noir sur case noire e5 · Roi noir sur case blanche e4 · Pion blanc sur case blanche g4 · Pion blanc sur case blanche b3 · Cavalier noir sur case blanche f3 · Pion blanc sur case blanche a2 · Pion blanc sur case noire f2 · Fou blanc sur case blanche g2 · Roi blanc sur case noire a1 · Tour blanche sur case blanche d1 | 6 |
| 5 | Pion noir sur case noire b6 · Fou blanc sur case noire h6 · Pion noir sur case blanche b5 · Pion noir sur case noire e5 · Roi noir sur case blanche e4 · Pion blanc sur case blanche g4 · Pion blanc sur case blanche b3 · Cavalier noir sur case blanche f3 · Pion blanc sur case blanche a2 · Pion blanc sur case noire f2 · Fou blanc sur case blanche g2 · Roi blanc sur case noire a1 · Tour blanche sur case blanche d1 | Pion noir sur case noire b6 · Fou blanc sur case noire h6 · Pion noir sur case blanche b5 · Pion noir sur case noire e5 · Roi noir sur case blanche e4 · Pion blanc sur case blanche g4 · Pion blanc sur case blanche b3 · Cavalier noir sur case blanche f3 · Pion blanc sur case blanche a2 · Pion blanc sur case noire f2 · Fou blanc sur case blanche g2 · Roi blanc sur case noire a1 · Tour blanche sur case blanche d1 | Pion noir sur case noire b6 · Fou blanc sur case noire h6 · Pion noir sur case blanche b5 · Pion noir sur case noire e5 · Roi noir sur case blanche e4 · Pion blanc sur case blanche g4 · Pion blanc sur case blanche b3 · Cavalier noir sur case blanche f3 · Pion blanc sur case blanche a2 · Pion blanc sur case noire f2 · Fou blanc sur case blanche g2 · Roi blanc sur case noire a1 · Tour blanche sur case blanche d1 | Pion noir sur case noire b6 · Fou blanc sur case noire h6 · Pion noir sur case blanche b5 · Pion noir sur case noire e5 · Roi noir sur case blanche e4 · Pion blanc sur case blanche g4 · Pion blanc sur case blanche b3 · Cavalier noir sur case blanche f3 · Pion blanc sur case blanche a2 · Pion blanc sur case noire f2 · Fou blanc sur case blanche g2 · Roi blanc sur case noire a1 · Tour blanche sur case blanche d1 | Pion noir sur case noire b6 · Fou blanc sur case noire h6 · Pion noir sur case blanche b5 · Pion noir sur case noire e5 · Roi noir sur case blanche e4 · Pion blanc sur case blanche g4 · Pion blanc sur case blanche b3 · Cavalier noir sur case blanche f3 · Pion blanc sur case blanche a2 · Pion blanc sur case noire f2 · Fou blanc sur case blanche g2 · Roi blanc sur case noire a1 · Tour blanche sur case blanche d1 | Pion noir sur case noire b6 · Fou blanc sur case noire h6 · Pion noir sur case blanche b5 · Pion noir sur case noire e5 · Roi noir sur case blanche e4 · Pion blanc sur case blanche g4 · Pion blanc sur case blanche b3 · Cavalier noir sur case blanche f3 · Pion blanc sur case blanche a2 · Pion blanc sur case noire f2 · Fou blanc sur case blanche g2 · Roi blanc sur case noire a1 · Tour blanche sur case blanche d1 | Pion noir sur case noire b6 · Fou blanc sur case noire h6 · Pion noir sur case blanche b5 · Pion noir sur case noire e5 · Roi noir sur case blanche e4 · Pion blanc sur case blanche g4 · Pion blanc sur case blanche b3 · Cavalier noir sur case blanche f3 · Pion blanc sur case blanche a2 · Pion blanc sur case noire f2 · Fou blanc sur case blanche g2 · Roi blanc sur case noire a1 · Tour blanche sur case blanche d1 | Pion noir sur case noire b6 · Fou blanc sur case noire h6 · Pion noir sur case blanche b5 · Pion noir sur case noire e5 · Roi noir sur case blanche e4 · Pion blanc sur case blanche g4 · Pion blanc sur case blanche b3 · Cavalier noir sur case blanche f3 · Pion blanc sur case blanche a2 · Pion blanc sur case noire f2 · Fou blanc sur case blanche g2 · Roi blanc sur case noire a1 · Tour blanche sur case blanche d1 | 5 |
| 4 | Pion noir sur case noire b6 · Fou blanc sur case noire h6 · Pion noir sur case blanche b5 · Pion noir sur case noire e5 · Roi noir sur case blanche e4 · Pion blanc sur case blanche g4 · Pion blanc sur case blanche b3 · Cavalier noir sur case blanche f3 · Pion blanc sur case blanche a2 · Pion blanc sur case noire f2 · Fou blanc sur case blanche g2 · Roi blanc sur case noire a1 · Tour blanche sur case blanche d1 | Pion noir sur case noire b6 · Fou blanc sur case noire h6 · Pion noir sur case blanche b5 · Pion noir sur case noire e5 · Roi noir sur case blanche e4 · Pion blanc sur case blanche g4 · Pion blanc sur case blanche b3 · Cavalier noir sur case blanche f3 · Pion blanc sur case blanche a2 · Pion blanc sur case noire f2 · Fou blanc sur case blanche g2 · Roi blanc sur case noire a1 · Tour blanche sur case blanche d1 | Pion noir sur case noire b6 · Fou blanc sur case noire h6 · Pion noir sur case blanche b5 · Pion noir sur case noire e5 · Roi noir sur case blanche e4 · Pion blanc sur case blanche g4 · Pion blanc sur case blanche b3 · Cavalier noir sur case blanche f3 · Pion blanc sur case blanche a2 · Pion blanc sur case noire f2 · Fou blanc sur case blanche g2 · Roi blanc sur case noire a1 · Tour blanche sur case blanche d1 | Pion noir sur case noire b6 · Fou blanc sur case noire h6 · Pion noir sur case blanche b5 · Pion noir sur case noire e5 · Roi noir sur case blanche e4 · Pion blanc sur case blanche g4 · Pion blanc sur case blanche b3 · Cavalier noir sur case blanche f3 · Pion blanc sur case blanche a2 · Pion blanc sur case noire f2 · Fou blanc sur case blanche g2 · Roi blanc sur case noire a1 · Tour blanche sur case blanche d1 | Pion noir sur case noire b6 · Fou blanc sur case noire h6 · Pion noir sur case blanche b5 · Pion noir sur case noire e5 · Roi noir sur case blanche e4 · Pion blanc sur case blanche g4 · Pion blanc sur case blanche b3 · Cavalier noir sur case blanche f3 · Pion blanc sur case blanche a2 · Pion blanc sur case noire f2 · Fou blanc sur case blanche g2 · Roi blanc sur case noire a1 · Tour blanche sur case blanche d1 | Pion noir sur case noire b6 · Fou blanc sur case noire h6 · Pion noir sur case blanche b5 · Pion noir sur case noire e5 · Roi noir sur case blanche e4 · Pion blanc sur case blanche g4 · Pion blanc sur case blanche b3 · Cavalier noir sur case blanche f3 · Pion blanc sur case blanche a2 · Pion blanc sur case noire f2 · Fou blanc sur case blanche g2 · Roi blanc sur case noire a1 · Tour blanche sur case blanche d1 | Pion noir sur case noire b6 · Fou blanc sur case noire h6 · Pion noir sur case blanche b5 · Pion noir sur case noire e5 · Roi noir sur case blanche e4 · Pion blanc sur case blanche g4 · Pion blanc sur case blanche b3 · Cavalier noir sur case blanche f3 · Pion blanc sur case blanche a2 · Pion blanc sur case noire f2 · Fou blanc sur case blanche g2 · Roi blanc sur case noire a1 · Tour blanche sur case blanche d1 | Pion noir sur case noire b6 · Fou blanc sur case noire h6 · Pion noir sur case blanche b5 · Pion noir sur case noire e5 · Roi noir sur case blanche e4 · Pion blanc sur case blanche g4 · Pion blanc sur case blanche b3 · Cavalier noir sur case blanche f3 · Pion blanc sur case blanche a2 · Pion blanc sur case noire f2 · Fou blanc sur case blanche g2 · Roi blanc sur case noire a1 · Tour blanche sur case blanche d1 | 4 |
| 3 | Pion noir sur case noire b6 · Fou blanc sur case noire h6 · Pion noir sur case blanche b5 · Pion noir sur case noire e5 · Roi noir sur case blanche e4 · Pion blanc sur case blanche g4 · Pion blanc sur case blanche b3 · Cavalier noir sur case blanche f3 · Pion blanc sur case blanche a2 · Pion blanc sur case noire f2 · Fou blanc sur case blanche g2 · Roi blanc sur case noire a1 · Tour blanche sur case blanche d1 | Pion noir sur case noire b6 · Fou blanc sur case noire h6 · Pion noir sur case blanche b5 · Pion noir sur case noire e5 · Roi noir sur case blanche e4 · Pion blanc sur case blanche g4 · Pion blanc sur case blanche b3 · Cavalier noir sur case blanche f3 · Pion blanc sur case blanche a2 · Pion blanc sur case noire f2 · Fou blanc sur case blanche g2 · Roi blanc sur case noire a1 · Tour blanche sur case blanche d1 | Pion noir sur case noire b6 · Fou blanc sur case noire h6 · Pion noir sur case blanche b5 · Pion noir sur case noire e5 · Roi noir sur case blanche e4 · Pion blanc sur case blanche g4 · Pion blanc sur case blanche b3 · Cavalier noir sur case blanche f3 · Pion blanc sur case blanche a2 · Pion blanc sur case noire f2 · Fou blanc sur case blanche g2 · Roi blanc sur case noire a1 · Tour blanche sur case blanche d1 | Pion noir sur case noire b6 · Fou blanc sur case noire h6 · Pion noir sur case blanche b5 · Pion noir sur case noire e5 · Roi noir sur case blanche e4 · Pion blanc sur case blanche g4 · Pion blanc sur case blanche b3 · Cavalier noir sur case blanche f3 · Pion blanc sur case blanche a2 · Pion blanc sur case noire f2 · Fou blanc sur case blanche g2 · Roi blanc sur case noire a1 · Tour blanche sur case blanche d1 | Pion noir sur case noire b6 · Fou blanc sur case noire h6 · Pion noir sur case blanche b5 · Pion noir sur case noire e5 · Roi noir sur case blanche e4 · Pion blanc sur case blanche g4 · Pion blanc sur case blanche b3 · Cavalier noir sur case blanche f3 · Pion blanc sur case blanche a2 · Pion blanc sur case noire f2 · Fou blanc sur case blanche g2 · Roi blanc sur case noire a1 · Tour blanche sur case blanche d1 | Pion noir sur case noire b6 · Fou blanc sur case noire h6 · Pion noir sur case blanche b5 · Pion noir sur case noire e5 · Roi noir sur case blanche e4 · Pion blanc sur case blanche g4 · Pion blanc sur case blanche b3 · Cavalier noir sur case blanche f3 · Pion blanc sur case blanche a2 · Pion blanc sur case noire f2 · Fou blanc sur case blanche g2 · Roi blanc sur case noire a1 · Tour blanche sur case blanche d1 | Pion noir sur case noire b6 · Fou blanc sur case noire h6 · Pion noir sur case blanche b5 · Pion noir sur case noire e5 · Roi noir sur case blanche e4 · Pion blanc sur case blanche g4 · Pion blanc sur case blanche b3 · Cavalier noir sur case blanche f3 · Pion blanc sur case blanche a2 · Pion blanc sur case noire f2 · Fou blanc sur case blanche g2 · Roi blanc sur case noire a1 · Tour blanche sur case blanche d1 | Pion noir sur case noire b6 · Fou blanc sur case noire h6 · Pion noir sur case blanche b5 · Pion noir sur case noire e5 · Roi noir sur case blanche e4 · Pion blanc sur case blanche g4 · Pion blanc sur case blanche b3 · Cavalier noir sur case blanche f3 · Pion blanc sur case blanche a2 · Pion blanc sur case noire f2 · Fou blanc sur case blanche g2 · Roi blanc sur case noire a1 · Tour blanche sur case blanche d1 | 3 |
| 2 | Pion noir sur case noire b6 · Fou blanc sur case noire h6 · Pion noir sur case blanche b5 · Pion noir sur case noire e5 · Roi noir sur case blanche e4 · Pion blanc sur case blanche g4 · Pion blanc sur case blanche b3 · Cavalier noir sur case blanche f3 · Pion blanc sur case blanche a2 · Pion blanc sur case noire f2 · Fou blanc sur case blanche g2 · Roi blanc sur case noire a1 · Tour blanche sur case blanche d1 | Pion noir sur case noire b6 · Fou blanc sur case noire h6 · Pion noir sur case blanche b5 · Pion noir sur case noire e5 · Roi noir sur case blanche e4 · Pion blanc sur case blanche g4 · Pion blanc sur case blanche b3 · Cavalier noir sur case blanche f3 · Pion blanc sur case blanche a2 · Pion blanc sur case noire f2 · Fou blanc sur case blanche g2 · Roi blanc sur case noire a1 · Tour blanche sur case blanche d1 | Pion noir sur case noire b6 · Fou blanc sur case noire h6 · Pion noir sur case blanche b5 · Pion noir sur case noire e5 · Roi noir sur case blanche e4 · Pion blanc sur case blanche g4 · Pion blanc sur case blanche b3 · Cavalier noir sur case blanche f3 · Pion blanc sur case blanche a2 · Pion blanc sur case noire f2 · Fou blanc sur case blanche g2 · Roi blanc sur case noire a1 · Tour blanche sur case blanche d1 | Pion noir sur case noire b6 · Fou blanc sur case noire h6 · Pion noir sur case blanche b5 · Pion noir sur case noire e5 · Roi noir sur case blanche e4 · Pion blanc sur case blanche g4 · Pion blanc sur case blanche b3 · Cavalier noir sur case blanche f3 · Pion blanc sur case blanche a2 · Pion blanc sur case noire f2 · Fou blanc sur case blanche g2 · Roi blanc sur case noire a1 · Tour blanche sur case blanche d1 | Pion noir sur case noire b6 · Fou blanc sur case noire h6 · Pion noir sur case blanche b5 · Pion noir sur case noire e5 · Roi noir sur case blanche e4 · Pion blanc sur case blanche g4 · Pion blanc sur case blanche b3 · Cavalier noir sur case blanche f3 · Pion blanc sur case blanche a2 · Pion blanc sur case noire f2 · Fou blanc sur case blanche g2 · Roi blanc sur case noire a1 · Tour blanche sur case blanche d1 | Pion noir sur case noire b6 · Fou blanc sur case noire h6 · Pion noir sur case blanche b5 · Pion noir sur case noire e5 · Roi noir sur case blanche e4 · Pion blanc sur case blanche g4 · Pion blanc sur case blanche b3 · Cavalier noir sur case blanche f3 · Pion blanc sur case blanche a2 · Pion blanc sur case noire f2 · Fou blanc sur case blanche g2 · Roi blanc sur case noire a1 · Tour blanche sur case blanche d1 | Pion noir sur case noire b6 · Fou blanc sur case noire h6 · Pion noir sur case blanche b5 · Pion noir sur case noire e5 · Roi noir sur case blanche e4 · Pion blanc sur case blanche g4 · Pion blanc sur case blanche b3 · Cavalier noir sur case blanche f3 · Pion blanc sur case blanche a2 · Pion blanc sur case noire f2 · Fou blanc sur case blanche g2 · Roi blanc sur case noire a1 · Tour blanche sur case blanche d1 | Pion noir sur case noire b6 · Fou blanc sur case noire h6 · Pion noir sur case blanche b5 · Pion noir sur case noire e5 · Roi noir sur case blanche e4 · Pion blanc sur case blanche g4 · Pion blanc sur case blanche b3 · Cavalier noir sur case blanche f3 · Pion blanc sur case blanche a2 · Pion blanc sur case noire f2 · Fou blanc sur case blanche g2 · Roi blanc sur case noire a1 · Tour blanche sur case blanche d1 | 2 |
| 1 | Pion noir sur case noire b6 · Fou blanc sur case noire h6 · Pion noir sur case blanche b5 · Pion noir sur case noire e5 · Roi noir sur case blanche e4 · Pion blanc sur case blanche g4 · Pion blanc sur case blanche b3 · Cavalier noir sur case blanche f3 · Pion blanc sur case blanche a2 · Pion blanc sur case noire f2 · Fou blanc sur case blanche g2 · Roi blanc sur case noire a1 · Tour blanche sur case blanche d1 | Pion noir sur case noire b6 · Fou blanc sur case noire h6 · Pion noir sur case blanche b5 · Pion noir sur case noire e5 · Roi noir sur case blanche e4 · Pion blanc sur case blanche g4 · Pion blanc sur case blanche b3 · Cavalier noir sur case blanche f3 · Pion blanc sur case blanche a2 · Pion blanc sur case noire f2 · Fou blanc sur case blanche g2 · Roi blanc sur case noire a1 · Tour blanche sur case blanche d1 | Pion noir sur case noire b6 · Fou blanc sur case noire h6 · Pion noir sur case blanche b5 · Pion noir sur case noire e5 · Roi noir sur case blanche e4 · Pion blanc sur case blanche g4 · Pion blanc sur case blanche b3 · Cavalier noir sur case blanche f3 · Pion blanc sur case blanche a2 · Pion blanc sur case noire f2 · Fou blanc sur case blanche g2 · Roi blanc sur case noire a1 · Tour blanche sur case blanche d1 | Pion noir sur case noire b6 · Fou blanc sur case noire h6 · Pion noir sur case blanche b5 · Pion noir sur case noire e5 · Roi noir sur case blanche e4 · Pion blanc sur case blanche g4 · Pion blanc sur case blanche b3 · Cavalier noir sur case blanche f3 · Pion blanc sur case blanche a2 · Pion blanc sur case noire f2 · Fou blanc sur case blanche g2 · Roi blanc sur case noire a1 · Tour blanche sur case blanche d1 | Pion noir sur case noire b6 · Fou blanc sur case noire h6 · Pion noir sur case blanche b5 · Pion noir sur case noire e5 · Roi noir sur case blanche e4 · Pion blanc sur case blanche g4 · Pion blanc sur case blanche b3 · Cavalier noir sur case blanche f3 · Pion blanc sur case blanche a2 · Pion blanc sur case noire f2 · Fou blanc sur case blanche g2 · Roi blanc sur case noire a1 · Tour blanche sur case blanche d1 | Pion noir sur case noire b6 · Fou blanc sur case noire h6 · Pion noir sur case blanche b5 · Pion noir sur case noire e5 · Roi noir sur case blanche e4 · Pion blanc sur case blanche g4 · Pion blanc sur case blanche b3 · Cavalier noir sur case blanche f3 · Pion blanc sur case blanche a2 · Pion blanc sur case noire f2 · Fou blanc sur case blanche g2 · Roi blanc sur case noire a1 · Tour blanche sur case blanche d1 | Pion noir sur case noire b6 · Fou blanc sur case noire h6 · Pion noir sur case blanche b5 · Pion noir sur case noire e5 · Roi noir sur case blanche e4 · Pion blanc sur case blanche g4 · Pion blanc sur case blanche b3 · Cavalier noir sur case blanche f3 · Pion blanc sur case blanche a2 · Pion blanc sur case noire f2 · Fou blanc sur case blanche g2 · Roi blanc sur case noire a1 · Tour blanche sur case blanche d1 | Pion noir sur case noire b6 · Fou blanc sur case noire h6 · Pion noir sur case blanche b5 · Pion noir sur case noire e5 · Roi noir sur case blanche e4 · Pion blanc sur case blanche g4 · Pion blanc sur case blanche b3 · Cavalier noir sur case blanche f3 · Pion blanc sur case blanche a2 · Pion blanc sur case noire f2 · Fou blanc sur case blanche g2 · Roi blanc sur case noire a1 · Tour blanche sur case blanche d1 | 1 |
|   | a | b | c | d | e | f | g | h |   |

Le problème Indien de Loveday est un très célèbre problème d'échecs qui, parce qu'il reposait sur une « idée », a donné naissance au terme thème indien (ou Loveday) et a, plus largement, engendré la notion de thème dans le domaine du problème d'échecs. Le problème initial était incorrect (1. Rb2 ou 1. Fh1 sont aussi valables), et il a été corrigé plusieurs fois. Il y a plusieurs phases : après la clé, une pièce se déplace pour qu'une autre pièce puisse intercepter provisoirement cette première pièce - en l'occurrence un « curieux » coup de fou pour franchir la case critique d2 afin de donner au roi noir, qui serait sinon pat, une case de fuite - et enfin le mat est administré.
François Le Lionnais a écrit dans Le jeu d'échecs  que le problème indien « faisait appel à une manœuvre d'un type qui n'a pratiquement aucune chance de se présenter dans une partie et met en jeu un matériel conceptuel qui fait complètement défaut aux joueurs les plus forts, les plus ingénieux, les plus brillants ou les plus profonds » et que cela est à l'origine du clivage entre composition de problèmes et partie contre un adversaire. 

## Version corrigée
|   | a | b | c | d | e | f | g | h |   |
| 8 | Fou blanc sur case noire h6 · Pion noir sur case blanche b5 · Pion noir sur case noire e5 · Roi noir sur case blanche e4 · Pion blanc sur case blanche g4 · Pion blanc sur case blanche b3 · Cavalier noir sur case blanche f3 · Pion blanc sur case blanche a2 · Pion blanc sur case noire f2 · Fou blanc sur case blanche g2 · Roi blanc sur case noire a1 · Tour blanche sur case blanche d1 | Fou blanc sur case noire h6 · Pion noir sur case blanche b5 · Pion noir sur case noire e5 · Roi noir sur case blanche e4 · Pion blanc sur case blanche g4 · Pion blanc sur case blanche b3 · Cavalier noir sur case blanche f3 · Pion blanc sur case blanche a2 · Pion blanc sur case noire f2 · Fou blanc sur case blanche g2 · Roi blanc sur case noire a1 · Tour blanche sur case blanche d1 | Fou blanc sur case noire h6 · Pion noir sur case blanche b5 · Pion noir sur case noire e5 · Roi noir sur case blanche e4 · Pion blanc sur case blanche g4 · Pion blanc sur case blanche b3 · Cavalier noir sur case blanche f3 · Pion blanc sur case blanche a2 · Pion blanc sur case noire f2 · Fou blanc sur case blanche g2 · Roi blanc sur case noire a1 · Tour blanche sur case blanche d1 | Fou blanc sur case noire h6 · Pion noir sur case blanche b5 · Pion noir sur case noire e5 · Roi noir sur case blanche e4 · Pion blanc sur case blanche g4 · Pion blanc sur case blanche b3 · Cavalier noir sur case blanche f3 · Pion blanc sur case blanche a2 · Pion blanc sur case noire f2 · Fou blanc sur case blanche g2 · Roi blanc sur case noire a1 · Tour blanche sur case blanche d1 | Fou blanc sur case noire h6 · Pion noir sur case blanche b5 · Pion noir sur case noire e5 · Roi noir sur case blanche e4 · Pion blanc sur case blanche g4 · Pion blanc sur case blanche b3 · Cavalier noir sur case blanche f3 · Pion blanc sur case blanche a2 · Pion blanc sur case noire f2 · Fou blanc sur case blanche g2 · Roi blanc sur case noire a1 · Tour blanche sur case blanche d1 | Fou blanc sur case noire h6 · Pion noir sur case blanche b5 · Pion noir sur case noire e5 · Roi noir sur case blanche e4 · Pion blanc sur case blanche g4 · Pion blanc sur case blanche b3 · Cavalier noir sur case blanche f3 · Pion blanc sur case blanche a2 · Pion blanc sur case noire f2 · Fou blanc sur case blanche g2 · Roi blanc sur case noire a1 · Tour blanche sur case blanche d1 | Fou blanc sur case noire h6 · Pion noir sur case blanche b5 · Pion noir sur case noire e5 · Roi noir sur case blanche e4 · Pion blanc sur case blanche g4 · Pion blanc sur case blanche b3 · Cavalier noir sur case blanche f3 · Pion blanc sur case blanche a2 · Pion blanc sur case noire f2 · Fou blanc sur case blanche g2 · Roi blanc sur case noire a1 · Tour blanche sur case blanche d1 | Fou blanc sur case noire h6 · Pion noir sur case blanche b5 · Pion noir sur case noire e5 · Roi noir sur case blanche e4 · Pion blanc sur case blanche g4 · Pion blanc sur case blanche b3 · Cavalier noir sur case blanche f3 · Pion blanc sur case blanche a2 · Pion blanc sur case noire f2 · Fou blanc sur case blanche g2 · Roi blanc sur case noire a1 · Tour blanche sur case blanche d1 | 8 |
| 7 | Fou blanc sur case noire h6 · Pion noir sur case blanche b5 · Pion noir sur case noire e5 · Roi noir sur case blanche e4 · Pion blanc sur case blanche g4 · Pion blanc sur case blanche b3 · Cavalier noir sur case blanche f3 · Pion blanc sur case blanche a2 · Pion blanc sur case noire f2 · Fou blanc sur case blanche g2 · Roi blanc sur case noire a1 · Tour blanche sur case blanche d1 | Fou blanc sur case noire h6 · Pion noir sur case blanche b5 · Pion noir sur case noire e5 · Roi noir sur case blanche e4 · Pion blanc sur case blanche g4 · Pion blanc sur case blanche b3 · Cavalier noir sur case blanche f3 · Pion blanc sur case blanche a2 · Pion blanc sur case noire f2 · Fou blanc sur case blanche g2 · Roi blanc sur case noire a1 · Tour blanche sur case blanche d1 | Fou blanc sur case noire h6 · Pion noir sur case blanche b5 · Pion noir sur case noire e5 · Roi noir sur case blanche e4 · Pion blanc sur case blanche g4 · Pion blanc sur case blanche b3 · Cavalier noir sur case blanche f3 · Pion blanc sur case blanche a2 · Pion blanc sur case noire f2 · Fou blanc sur case blanche g2 · Roi blanc sur case noire a1 · Tour blanche sur case blanche d1 | Fou blanc sur case noire h6 · Pion noir sur case blanche b5 · Pion noir sur case noire e5 · Roi noir sur case blanche e4 · Pion blanc sur case blanche g4 · Pion blanc sur case blanche b3 · Cavalier noir sur case blanche f3 · Pion blanc sur case blanche a2 · Pion blanc sur case noire f2 · Fou blanc sur case blanche g2 · Roi blanc sur case noire a1 · Tour blanche sur case blanche d1 | Fou blanc sur case noire h6 · Pion noir sur case blanche b5 · Pion noir sur case noire e5 · Roi noir sur case blanche e4 · Pion blanc sur case blanche g4 · Pion blanc sur case blanche b3 · Cavalier noir sur case blanche f3 · Pion blanc sur case blanche a2 · Pion blanc sur case noire f2 · Fou blanc sur case blanche g2 · Roi blanc sur case noire a1 · Tour blanche sur case blanche d1 | Fou blanc sur case noire h6 · Pion noir sur case blanche b5 · Pion noir sur case noire e5 · Roi noir sur case blanche e4 · Pion blanc sur case blanche g4 · Pion blanc sur case blanche b3 · Cavalier noir sur case blanche f3 · Pion blanc sur case blanche a2 · Pion blanc sur case noire f2 · Fou blanc sur case blanche g2 · Roi blanc sur case noire a1 · Tour blanche sur case blanche d1 | Fou blanc sur case noire h6 · Pion noir sur case blanche b5 · Pion noir sur case noire e5 · Roi noir sur case blanche e4 · Pion blanc sur case blanche g4 · Pion blanc sur case blanche b3 · Cavalier noir sur case blanche f3 · Pion blanc sur case blanche a2 · Pion blanc sur case noire f2 · Fou blanc sur case blanche g2 · Roi blanc sur case noire a1 · Tour blanche sur case blanche d1 | Fou blanc sur case noire h6 · Pion noir sur case blanche b5 · Pion noir sur case noire e5 · Roi noir sur case blanche e4 · Pion blanc sur case blanche g4 · Pion blanc sur case blanche b3 · Cavalier noir sur case blanche f3 · Pion blanc sur case blanche a2 · Pion blanc sur case noire f2 · Fou blanc sur case blanche g2 · Roi blanc sur case noire a1 · Tour blanche sur case blanche d1 | 7 |
| 6 | Fou blanc sur case noire h6 · Pion noir sur case blanche b5 · Pion noir sur case noire e5 · Roi noir sur case blanche e4 · Pion blanc sur case blanche g4 · Pion blanc sur case blanche b3 · Cavalier noir sur case blanche f3 · Pion blanc sur case blanche a2 · Pion blanc sur case noire f2 · Fou blanc sur case blanche g2 · Roi blanc sur case noire a1 · Tour blanche sur case blanche d1 | Fou blanc sur case noire h6 · Pion noir sur case blanche b5 · Pion noir sur case noire e5 · Roi noir sur case blanche e4 · Pion blanc sur case blanche g4 · Pion blanc sur case blanche b3 · Cavalier noir sur case blanche f3 · Pion blanc sur case blanche a2 · Pion blanc sur case noire f2 · Fou blanc sur case blanche g2 · Roi blanc sur case noire a1 · Tour blanche sur case blanche d1 | Fou blanc sur case noire h6 · Pion noir sur case blanche b5 · Pion noir sur case noire e5 · Roi noir sur case blanche e4 · Pion blanc sur case blanche g4 · Pion blanc sur case blanche b3 · Cavalier noir sur case blanche f3 · Pion blanc sur case blanche a2 · Pion blanc sur case noire f2 · Fou blanc sur case blanche g2 · Roi blanc sur case noire a1 · Tour blanche sur case blanche d1 | Fou blanc sur case noire h6 · Pion noir sur case blanche b5 · Pion noir sur case noire e5 · Roi noir sur case blanche e4 · Pion blanc sur case blanche g4 · Pion blanc sur case blanche b3 · Cavalier noir sur case blanche f3 · Pion blanc sur case blanche a2 · Pion blanc sur case noire f2 · Fou blanc sur case blanche g2 · Roi blanc sur case noire a1 · Tour blanche sur case blanche d1 | Fou blanc sur case noire h6 · Pion noir sur case blanche b5 · Pion noir sur case noire e5 · Roi noir sur case blanche e4 · Pion blanc sur case blanche g4 · Pion blanc sur case blanche b3 · Cavalier noir sur case blanche f3 · Pion blanc sur case blanche a2 · Pion blanc sur case noire f2 · Fou blanc sur case blanche g2 · Roi blanc sur case noire a1 · Tour blanche sur case blanche d1 | Fou blanc sur case noire h6 · Pion noir sur case blanche b5 · Pion noir sur case noire e5 · Roi noir sur case blanche e4 · Pion blanc sur case blanche g4 · Pion blanc sur case blanche b3 · Cavalier noir sur case blanche f3 · Pion blanc sur case blanche a2 · Pion blanc sur case noire f2 · Fou blanc sur case blanche g2 · Roi blanc sur case noire a1 · Tour blanche sur case blanche d1 | Fou blanc sur case noire h6 · Pion noir sur case blanche b5 · Pion noir sur case noire e5 · Roi noir sur case blanche e4 · Pion blanc sur case blanche g4 · Pion blanc sur case blanche b3 · Cavalier noir sur case blanche f3 · Pion blanc sur case blanche a2 · Pion blanc sur case noire f2 · Fou blanc sur case blanche g2 · Roi blanc sur case noire a1 · Tour blanche sur case blanche d1 | Fou blanc sur case noire h6 · Pion noir sur case blanche b5 · Pion noir sur case noire e5 · Roi noir sur case blanche e4 · Pion blanc sur case blanche g4 · Pion blanc sur case blanche b3 · Cavalier noir sur case blanche f3 · Pion blanc sur case blanche a2 · Pion blanc sur case noire f2 · Fou blanc sur case blanche g2 · Roi blanc sur case noire a1 · Tour blanche sur case blanche d1 | 6 |
| 5 | Fou blanc sur case noire h6 · Pion noir sur case blanche b5 · Pion noir sur case noire e5 · Roi noir sur case blanche e4 · Pion blanc sur case blanche g4 · Pion blanc sur case blanche b3 · Cavalier noir sur case blanche f3 · Pion blanc sur case blanche a2 · Pion blanc sur case noire f2 · Fou blanc sur case blanche g2 · Roi blanc sur case noire a1 · Tour blanche sur case blanche d1 | Fou blanc sur case noire h6 · Pion noir sur case blanche b5 · Pion noir sur case noire e5 · Roi noir sur case blanche e4 · Pion blanc sur case blanche g4 · Pion blanc sur case blanche b3 · Cavalier noir sur case blanche f3 · Pion blanc sur case blanche a2 · Pion blanc sur case noire f2 · Fou blanc sur case blanche g2 · Roi blanc sur case noire a1 · Tour blanche sur case blanche d1 | Fou blanc sur case noire h6 · Pion noir sur case blanche b5 · Pion noir sur case noire e5 · Roi noir sur case blanche e4 · Pion blanc sur case blanche g4 · Pion blanc sur case blanche b3 · Cavalier noir sur case blanche f3 · Pion blanc sur case blanche a2 · Pion blanc sur case noire f2 · Fou blanc sur case blanche g2 · Roi blanc sur case noire a1 · Tour blanche sur case blanche d1 | Fou blanc sur case noire h6 · Pion noir sur case blanche b5 · Pion noir sur case noire e5 · Roi noir sur case blanche e4 · Pion blanc sur case blanche g4 · Pion blanc sur case blanche b3 · Cavalier noir sur case blanche f3 · Pion blanc sur case blanche a2 · Pion blanc sur case noire f2 · Fou blanc sur case blanche g2 · Roi blanc sur case noire a1 · Tour blanche sur case blanche d1 | Fou blanc sur case noire h6 · Pion noir sur case blanche b5 · Pion noir sur case noire e5 · Roi noir sur case blanche e4 · Pion blanc sur case blanche g4 · Pion blanc sur case blanche b3 · Cavalier noir sur case blanche f3 · Pion blanc sur case blanche a2 · Pion blanc sur case noire f2 · Fou blanc sur case blanche g2 · Roi blanc sur case noire a1 · Tour blanche sur case blanche d1 | Fou blanc sur case noire h6 · Pion noir sur case blanche b5 · Pion noir sur case noire e5 · Roi noir sur case blanche e4 · Pion blanc sur case blanche g4 · Pion blanc sur case blanche b3 · Cavalier noir sur case blanche f3 · Pion blanc sur case blanche a2 · Pion blanc sur case noire f2 · Fou blanc sur case blanche g2 · Roi blanc sur case noire a1 · Tour blanche sur case blanche d1 | Fou blanc sur case noire h6 · Pion noir sur case blanche b5 · Pion noir sur case noire e5 · Roi noir sur case blanche e4 · Pion blanc sur case blanche g4 · Pion blanc sur case blanche b3 · Cavalier noir sur case blanche f3 · Pion blanc sur case blanche a2 · Pion blanc sur case noire f2 · Fou blanc sur case blanche g2 · Roi blanc sur case noire a1 · Tour blanche sur case blanche d1 | Fou blanc sur case noire h6 · Pion noir sur case blanche b5 · Pion noir sur case noire e5 · Roi noir sur case blanche e4 · Pion blanc sur case blanche g4 · Pion blanc sur case blanche b3 · Cavalier noir sur case blanche f3 · Pion blanc sur case blanche a2 · Pion blanc sur case noire f2 · Fou blanc sur case blanche g2 · Roi blanc sur case noire a1 · Tour blanche sur case blanche d1 | 5 |
| 4 | Fou blanc sur case noire h6 · Pion noir sur case blanche b5 · Pion noir sur case noire e5 · Roi noir sur case blanche e4 · Pion blanc sur case blanche g4 · Pion blanc sur case blanche b3 · Cavalier noir sur case blanche f3 · Pion blanc sur case blanche a2 · Pion blanc sur case noire f2 · Fou blanc sur case blanche g2 · Roi blanc sur case noire a1 · Tour blanche sur case blanche d1 | Fou blanc sur case noire h6 · Pion noir sur case blanche b5 · Pion noir sur case noire e5 · Roi noir sur case blanche e4 · Pion blanc sur case blanche g4 · Pion blanc sur case blanche b3 · Cavalier noir sur case blanche f3 · Pion blanc sur case blanche a2 · Pion blanc sur case noire f2 · Fou blanc sur case blanche g2 · Roi blanc sur case noire a1 · Tour blanche sur case blanche d1 | Fou blanc sur case noire h6 · Pion noir sur case blanche b5 · Pion noir sur case noire e5 · Roi noir sur case blanche e4 · Pion blanc sur case blanche g4 · Pion blanc sur case blanche b3 · Cavalier noir sur case blanche f3 · Pion blanc sur case blanche a2 · Pion blanc sur case noire f2 · Fou blanc sur case blanche g2 · Roi blanc sur case noire a1 · Tour blanche sur case blanche d1 | Fou blanc sur case noire h6 · Pion noir sur case blanche b5 · Pion noir sur case noire e5 · Roi noir sur case blanche e4 · Pion blanc sur case blanche g4 · Pion blanc sur case blanche b3 · Cavalier noir sur case blanche f3 · Pion blanc sur case blanche a2 · Pion blanc sur case noire f2 · Fou blanc sur case blanche g2 · Roi blanc sur case noire a1 · Tour blanche sur case blanche d1 | Fou blanc sur case noire h6 · Pion noir sur case blanche b5 · Pion noir sur case noire e5 · Roi noir sur case blanche e4 · Pion blanc sur case blanche g4 · Pion blanc sur case blanche b3 · Cavalier noir sur case blanche f3 · Pion blanc sur case blanche a2 · Pion blanc sur case noire f2 · Fou blanc sur case blanche g2 · Roi blanc sur case noire a1 · Tour blanche sur case blanche d1 | Fou blanc sur case noire h6 · Pion noir sur case blanche b5 · Pion noir sur case noire e5 · Roi noir sur case blanche e4 · Pion blanc sur case blanche g4 · Pion blanc sur case blanche b3 · Cavalier noir sur case blanche f3 · Pion blanc sur case blanche a2 · Pion blanc sur case noire f2 · Fou blanc sur case blanche g2 · Roi blanc sur case noire a1 · Tour blanche sur case blanche d1 | Fou blanc sur case noire h6 · Pion noir sur case blanche b5 · Pion noir sur case noire e5 · Roi noir sur case blanche e4 · Pion blanc sur case blanche g4 · Pion blanc sur case blanche b3 · Cavalier noir sur case blanche f3 · Pion blanc sur case blanche a2 · Pion blanc sur case noire f2 · Fou blanc sur case blanche g2 · Roi blanc sur case noire a1 · Tour blanche sur case blanche d1 | Fou blanc sur case noire h6 · Pion noir sur case blanche b5 · Pion noir sur case noire e5 · Roi noir sur case blanche e4 · Pion blanc sur case blanche g4 · Pion blanc sur case blanche b3 · Cavalier noir sur case blanche f3 · Pion blanc sur case blanche a2 · Pion blanc sur case noire f2 · Fou blanc sur case blanche g2 · Roi blanc sur case noire a1 · Tour blanche sur case blanche d1 | 4 |
| 3 | Fou blanc sur case noire h6 · Pion noir sur case blanche b5 · Pion noir sur case noire e5 · Roi noir sur case blanche e4 · Pion blanc sur case blanche g4 · Pion blanc sur case blanche b3 · Cavalier noir sur case blanche f3 · Pion blanc sur case blanche a2 · Pion blanc sur case noire f2 · Fou blanc sur case blanche g2 · Roi blanc sur case noire a1 · Tour blanche sur case blanche d1 | Fou blanc sur case noire h6 · Pion noir sur case blanche b5 · Pion noir sur case noire e5 · Roi noir sur case blanche e4 · Pion blanc sur case blanche g4 · Pion blanc sur case blanche b3 · Cavalier noir sur case blanche f3 · Pion blanc sur case blanche a2 · Pion blanc sur case noire f2 · Fou blanc sur case blanche g2 · Roi blanc sur case noire a1 · Tour blanche sur case blanche d1 | Fou blanc sur case noire h6 · Pion noir sur case blanche b5 · Pion noir sur case noire e5 · Roi noir sur case blanche e4 · Pion blanc sur case blanche g4 · Pion blanc sur case blanche b3 · Cavalier noir sur case blanche f3 · Pion blanc sur case blanche a2 · Pion blanc sur case noire f2 · Fou blanc sur case blanche g2 · Roi blanc sur case noire a1 · Tour blanche sur case blanche d1 | Fou blanc sur case noire h6 · Pion noir sur case blanche b5 · Pion noir sur case noire e5 · Roi noir sur case blanche e4 · Pion blanc sur case blanche g4 · Pion blanc sur case blanche b3 · Cavalier noir sur case blanche f3 · Pion blanc sur case blanche a2 · Pion blanc sur case noire f2 · Fou blanc sur case blanche g2 · Roi blanc sur case noire a1 · Tour blanche sur case blanche d1 | Fou blanc sur case noire h6 · Pion noir sur case blanche b5 · Pion noir sur case noire e5 · Roi noir sur case blanche e4 · Pion blanc sur case blanche g4 · Pion blanc sur case blanche b3 · Cavalier noir sur case blanche f3 · Pion blanc sur case blanche a2 · Pion blanc sur case noire f2 · Fou blanc sur case blanche g2 · Roi blanc sur case noire a1 · Tour blanche sur case blanche d1 | Fou blanc sur case noire h6 · Pion noir sur case blanche b5 · Pion noir sur case noire e5 · Roi noir sur case blanche e4 · Pion blanc sur case blanche g4 · Pion blanc sur case blanche b3 · Cavalier noir sur case blanche f3 · Pion blanc sur case blanche a2 · Pion blanc sur case noire f2 · Fou blanc sur case blanche g2 · Roi blanc sur case noire a1 · Tour blanche sur case blanche d1 | Fou blanc sur case noire h6 · Pion noir sur case blanche b5 · Pion noir sur case noire e5 · Roi noir sur case blanche e4 · Pion blanc sur case blanche g4 · Pion blanc sur case blanche b3 · Cavalier noir sur case blanche f3 · Pion blanc sur case blanche a2 · Pion blanc sur case noire f2 · Fou blanc sur case blanche g2 · Roi blanc sur case noire a1 · Tour blanche sur case blanche d1 | Fou blanc sur case noire h6 · Pion noir sur case blanche b5 · Pion noir sur case noire e5 · Roi noir sur case blanche e4 · Pion blanc sur case blanche g4 · Pion blanc sur case blanche b3 · Cavalier noir sur case blanche f3 · Pion blanc sur case blanche a2 · Pion blanc sur case noire f2 · Fou blanc sur case blanche g2 · Roi blanc sur case noire a1 · Tour blanche sur case blanche d1 | 3 |
| 2 | Fou blanc sur case noire h6 · Pion noir sur case blanche b5 · Pion noir sur case noire e5 · Roi noir sur case blanche e4 · Pion blanc sur case blanche g4 · Pion blanc sur case blanche b3 · Cavalier noir sur case blanche f3 · Pion blanc sur case blanche a2 · Pion blanc sur case noire f2 · Fou blanc sur case blanche g2 · Roi blanc sur case noire a1 · Tour blanche sur case blanche d1 | Fou blanc sur case noire h6 · Pion noir sur case blanche b5 · Pion noir sur case noire e5 · Roi noir sur case blanche e4 · Pion blanc sur case blanche g4 · Pion blanc sur case blanche b3 · Cavalier noir sur case blanche f3 · Pion blanc sur case blanche a2 · Pion blanc sur case noire f2 · Fou blanc sur case blanche g2 · Roi blanc sur case noire a1 · Tour blanche sur case blanche d1 | Fou blanc sur case noire h6 · Pion noir sur case blanche b5 · Pion noir sur case noire e5 · Roi noir sur case blanche e4 · Pion blanc sur case blanche g4 · Pion blanc sur case blanche b3 · Cavalier noir sur case blanche f3 · Pion blanc sur case blanche a2 · Pion blanc sur case noire f2 · Fou blanc sur case blanche g2 · Roi blanc sur case noire a1 · Tour blanche sur case blanche d1 | Fou blanc sur case noire h6 · Pion noir sur case blanche b5 · Pion noir sur case noire e5 · Roi noir sur case blanche e4 · Pion blanc sur case blanche g4 · Pion blanc sur case blanche b3 · Cavalier noir sur case blanche f3 · Pion blanc sur case blanche a2 · Pion blanc sur case noire f2 · Fou blanc sur case blanche g2 · Roi blanc sur case noire a1 · Tour blanche sur case blanche d1 | Fou blanc sur case noire h6 · Pion noir sur case blanche b5 · Pion noir sur case noire e5 · Roi noir sur case blanche e4 · Pion blanc sur case blanche g4 · Pion blanc sur case blanche b3 · Cavalier noir sur case blanche f3 · Pion blanc sur case blanche a2 · Pion blanc sur case noire f2 · Fou blanc sur case blanche g2 · Roi blanc sur case noire a1 · Tour blanche sur case blanche d1 | Fou blanc sur case noire h6 · Pion noir sur case blanche b5 · Pion noir sur case noire e5 · Roi noir sur case blanche e4 · Pion blanc sur case blanche g4 · Pion blanc sur case blanche b3 · Cavalier noir sur case blanche f3 · Pion blanc sur case blanche a2 · Pion blanc sur case noire f2 · Fou blanc sur case blanche g2 · Roi blanc sur case noire a1 · Tour blanche sur case blanche d1 | Fou blanc sur case noire h6 · Pion noir sur case blanche b5 · Pion noir sur case noire e5 · Roi noir sur case blanche e4 · Pion blanc sur case blanche g4 · Pion blanc sur case blanche b3 · Cavalier noir sur case blanche f3 · Pion blanc sur case blanche a2 · Pion blanc sur case noire f2 · Fou blanc sur case blanche g2 · Roi blanc sur case noire a1 · Tour blanche sur case blanche d1 | Fou blanc sur case noire h6 · Pion noir sur case blanche b5 · Pion noir sur case noire e5 · Roi noir sur case blanche e4 · Pion blanc sur case blanche g4 · Pion blanc sur case blanche b3 · Cavalier noir sur case blanche f3 · Pion blanc sur case blanche a2 · Pion blanc sur case noire f2 · Fou blanc sur case blanche g2 · Roi blanc sur case noire a1 · Tour blanche sur case blanche d1 | 2 |
| 1 | Fou blanc sur case noire h6 · Pion noir sur case blanche b5 · Pion noir sur case noire e5 · Roi noir sur case blanche e4 · Pion blanc sur case blanche g4 · Pion blanc sur case blanche b3 · Cavalier noir sur case blanche f3 · Pion blanc sur case blanche a2 · Pion blanc sur case noire f2 · Fou blanc sur case blanche g2 · Roi blanc sur case noire a1 · Tour blanche sur case blanche d1 | Fou blanc sur case noire h6 · Pion noir sur case blanche b5 · Pion noir sur case noire e5 · Roi noir sur case blanche e4 · Pion blanc sur case blanche g4 · Pion blanc sur case blanche b3 · Cavalier noir sur case blanche f3 · Pion blanc sur case blanche a2 · Pion blanc sur case noire f2 · Fou blanc sur case blanche g2 · Roi blanc sur case noire a1 · Tour blanche sur case blanche d1 | Fou blanc sur case noire h6 · Pion noir sur case blanche b5 · Pion noir sur case noire e5 · Roi noir sur case blanche e4 · Pion blanc sur case blanche g4 · Pion blanc sur case blanche b3 · Cavalier noir sur case blanche f3 · Pion blanc sur case blanche a2 · Pion blanc sur case noire f2 · Fou blanc sur case blanche g2 · Roi blanc sur case noire a1 · Tour blanche sur case blanche d1 | Fou blanc sur case noire h6 · Pion noir sur case blanche b5 · Pion noir sur case noire e5 · Roi noir sur case blanche e4 · Pion blanc sur case blanche g4 · Pion blanc sur case blanche b3 · Cavalier noir sur case blanche f3 · Pion blanc sur case blanche a2 · Pion blanc sur case noire f2 · Fou blanc sur case blanche g2 · Roi blanc sur case noire a1 · Tour blanche sur case blanche d1 | Fou blanc sur case noire h6 · Pion noir sur case blanche b5 · Pion noir sur case noire e5 · Roi noir sur case blanche e4 · Pion blanc sur case blanche g4 · Pion blanc sur case blanche b3 · Cavalier noir sur case blanche f3 · Pion blanc sur case blanche a2 · Pion blanc sur case noire f2 · Fou blanc sur case blanche g2 · Roi blanc sur case noire a1 · Tour blanche sur case blanche d1 | Fou blanc sur case noire h6 · Pion noir sur case blanche b5 · Pion noir sur case noire e5 · Roi noir sur case blanche e4 · Pion blanc sur case blanche g4 · Pion blanc sur case blanche b3 · Cavalier noir sur case blanche f3 · Pion blanc sur case blanche a2 · Pion blanc sur case noire f2 · Fou blanc sur case blanche g2 · Roi blanc sur case noire a1 · Tour blanche sur case blanche d1 | Fou blanc sur case noire h6 · Pion noir sur case blanche b5 · Pion noir sur case noire e5 · Roi noir sur case blanche e4 · Pion blanc sur case blanche g4 · Pion blanc sur case blanche b3 · Cavalier noir sur case blanche f3 · Pion blanc sur case blanche a2 · Pion blanc sur case noire f2 · Fou blanc sur case blanche g2 · Roi blanc sur case noire a1 · Tour blanche sur case blanche d1 | Fou blanc sur case noire h6 · Pion noir sur case blanche b5 · Pion noir sur case noire e5 · Roi noir sur case blanche e4 · Pion blanc sur case blanche g4 · Pion blanc sur case blanche b3 · Cavalier noir sur case blanche f3 · Pion blanc sur case blanche a2 · Pion blanc sur case noire f2 · Fou blanc sur case blanche g2 · Roi blanc sur case noire a1 · Tour blanche sur case blanche d1 | 1 |
|   | a | b | c | d | e | f | g | h |   |